# Фріц Тодт
Фріц Тодт (нім. Fritz Todt, 4 вересня 1891, Пфорцгайм — 8 лютого 1942, поблизу Растенбурга, Східна Пруссія) — державний і політичний діяч Німеччини, рейхсміністр озброєння і боєприпасів (1940—1942), обергрупенфюрер СА, генерал-майор люфтваффе.

## Біографія
Навчався у Вищій технічній школі в Мюнхені в Карлсруе. Брав участь у Першій світовій війні. Член НСДАП з 1923 року. В 1933 р. очолив організацію Тодта, що займалася будівництвом важливих військових об'єктів, залізниць і швидкісних автомагістралей. В 1940 р. призначений рейхсміністром озброєння і боєприпасів. У листопаді 1941 року рекомендував Гітлеру війну проти Радянського Союзу припинити. Тодт вважав, що «у військовому та економічному відношенні Німеччина війну вже програла». Загинув в авіаційній катастрофі під Растенбургом 8 лютого 1942.

## Нагороди

### Перша світова війна
- Залізний хрест 2-го і 1-го (1918) класу (Королівство Пруссія)
- Нагрудний знак пілота-спостерігача (Пруссія)
- Орден «За заслуги» (Баварія) 4-го класу з мечами
- Лицарський хрест 2-го класу ордена Церінгенського лева з мечами (Велике герцогство Баден)
- Лицарський хрест королівського ордена дому Гогенцоллернів з мечами (Королівство Пруссія)
- Нагрудний знак «За поранення» в чорному (Королівство Пруссія)
- Почесний хрест ветерана війни з мечами (1934)
- Золотий партійний знак НСДАП (1934)
- Почесна пов'язка СА
- Почесний кинджал СА
- Німецький Олімпайський знак 1-го класу (1936)
- Кільце Вернера фон Сіменса (13 грудня 1937)
- Орден Святого Савви 1-го класу (Королівство Югославія) (22 вересня 1938)
- Премія Вернера фон Сіменса (12 грудня 1938)
- Медаль «У пам'ять 13 березня 1938 року»
- Медаль «У пам'ять 1 жовтня 1938»
- Медаль Кармаша
- Німецька національна премія за мистецтво і науку (30 січня 1939)
- Кавалер Великого хреста Ордена Корони Італії (1939)
- Данцизький хрест 1-го класу (24 жовтня 1939)
- Медаль «За будівництво оборонних укріплень» (23 листопада 1939) — один із перших шести нагороджених; нагороджений особисто Адольфом Гітлером.
- Медаль «За вислугу років в НСДАП» в сріблі та бронзі (15 років) (20 квітня 1940)
- Золотий почесний знак Гітлер'югенду з дубовим листям (20 квітня 1940)
- Орден «Святий Олександр» 1-го ступеня (Болгарія)
- Кавалер Великого хреста ордена Зірки Румунії
- Кавалер Великого хреста ордена Данеброг (Данія) (1941) — в 1946 році позбавлений нагороди.
- Німецький Орден (№ 1; 12 лютого 1942) — нагороджений посмертно.

## Могила
Наразі могила Фріца Тодта залишається без розпізнавального знака через розпорядження влади Німеччини. На зображеннях нижче ясно видно місце розташування поховання на цвинтарі Інваліденфрідгоф в Берліні, Німеччина, в зоні поховань С (нім. Berlin Invalidenfriedhof, Grabfeld C).

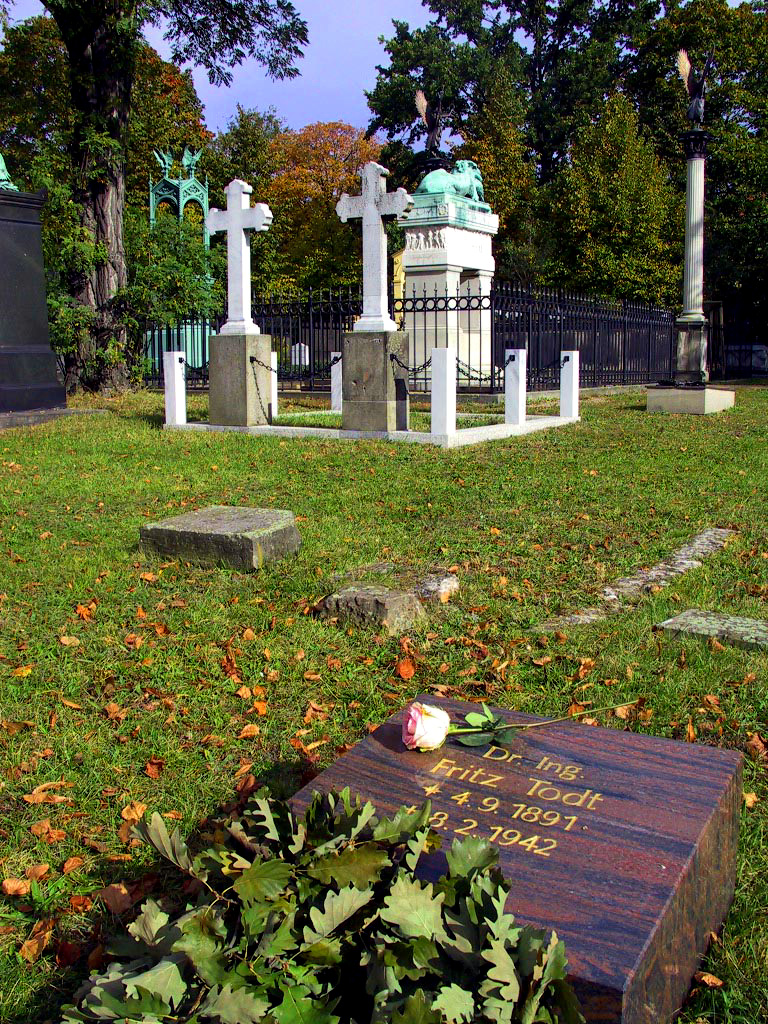
9 жовтня 2004 р. Могильний камінь на місці поховання Фріца Тодта.
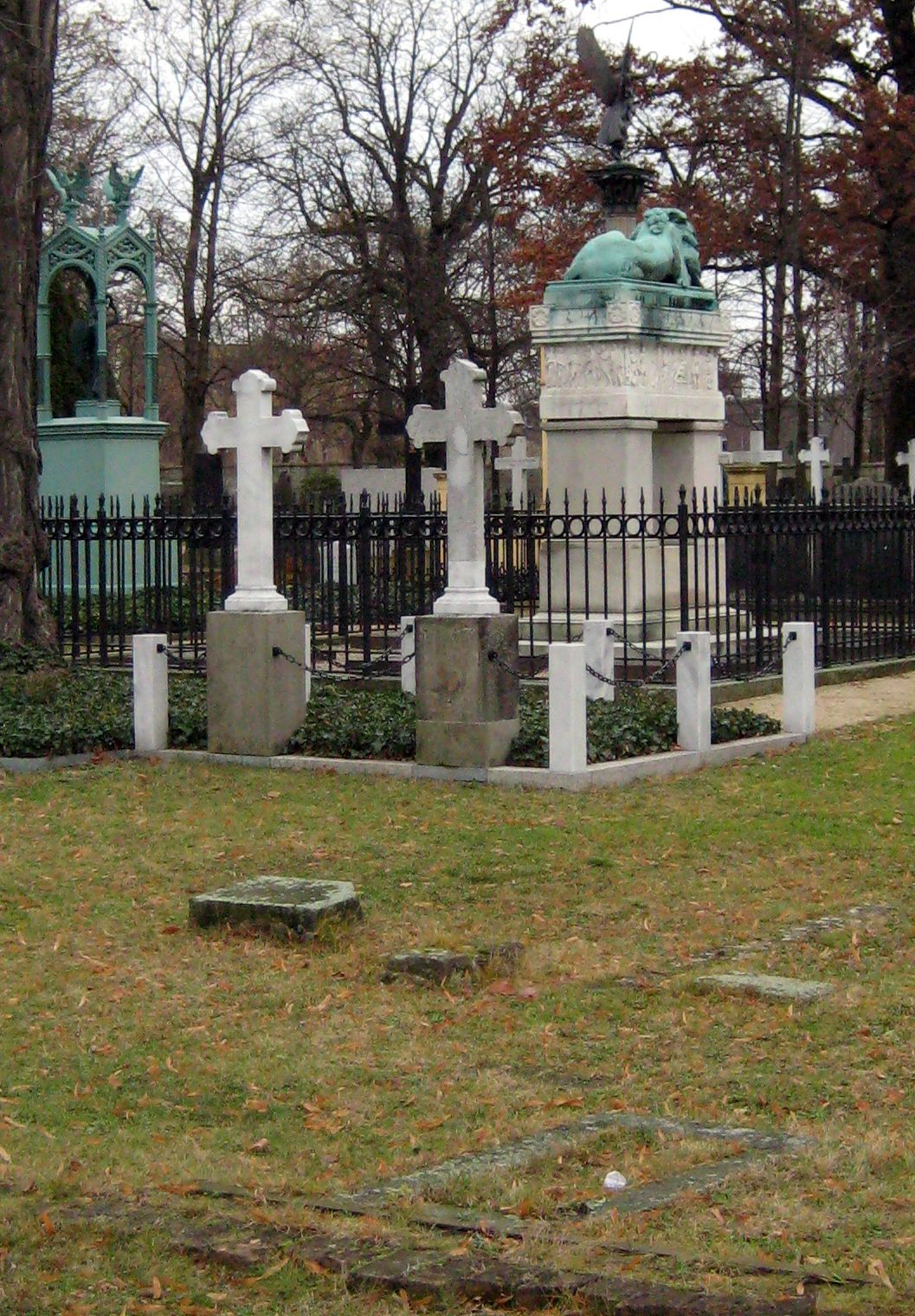
2 грудня 2007 р. Могильний камінь видалений. Видно лише могильний цоколь

## Галерея

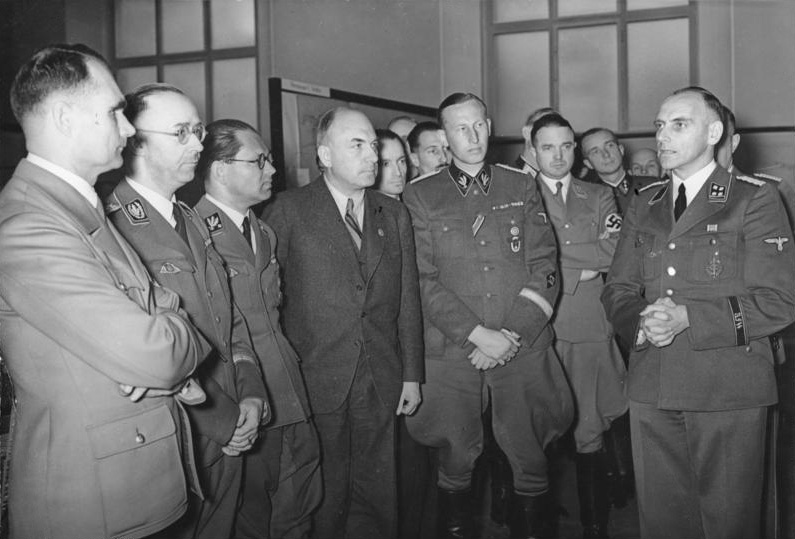
Фріц Тодт (четвертий ліворуч) на виставці "Планування і побудова нового порядку на Сході" (Берлін, 20 березня 1941)
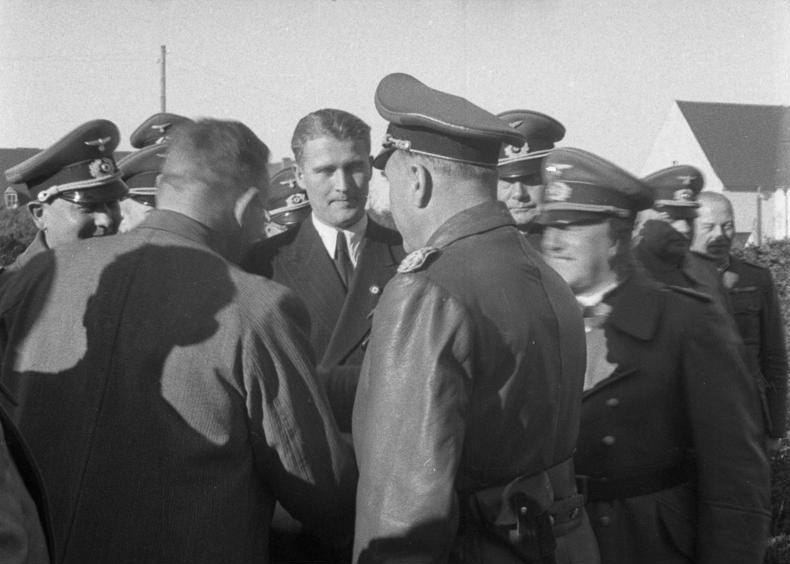
Тодт із Вернером фон Брауном в (Пенемюнде, 21 березня 1941)
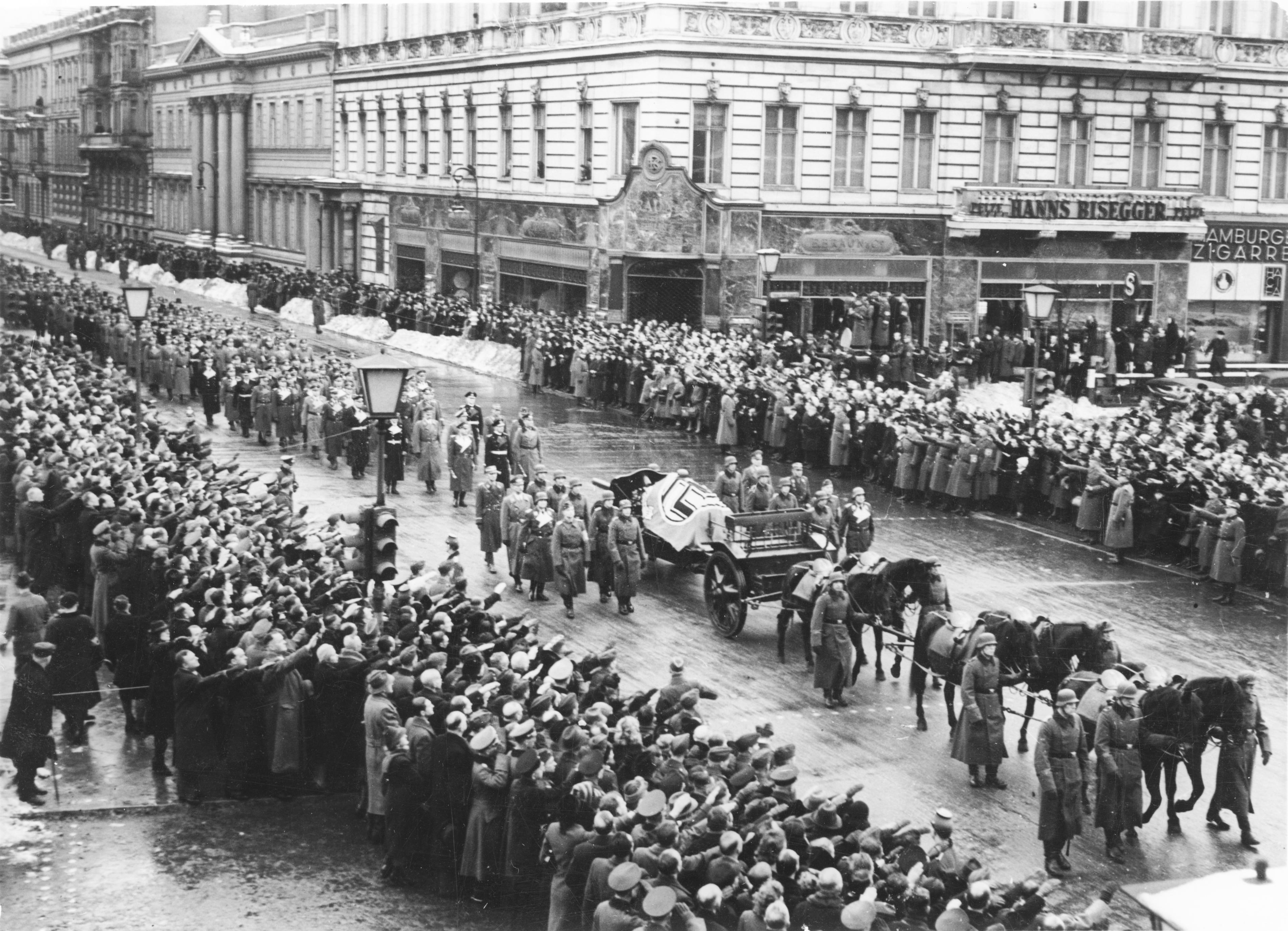
Похорон Тодта
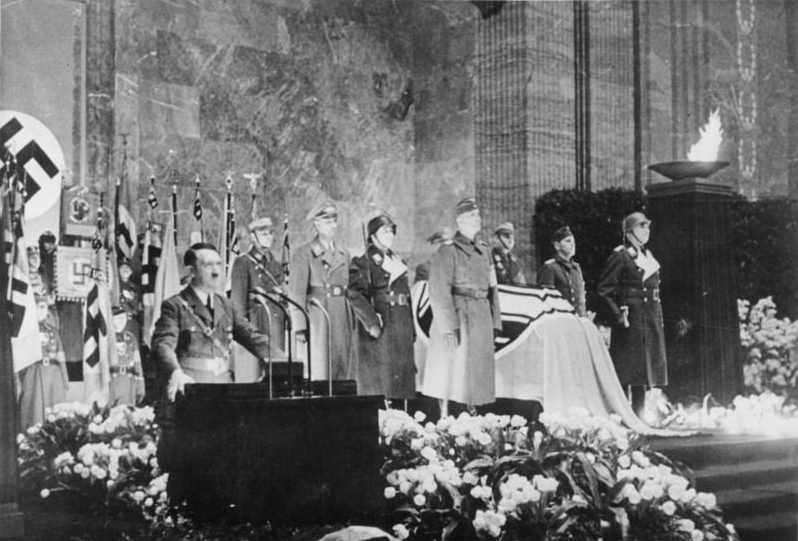
Адольф Гітлер виступає на похороні Тодта